# Gem County
Gem County är ett administrativt område i delstaten Idaho, USA, med 15 482 invånare (2001). Den administrativa huvudorten (county seat) är Emmett. 

## Geografi
Enligt United States Census Bureau så har countyt en total area på 1 465 km². 1 457 km² av den arean är land och 8 km² är vatten.

### Angränsande countyn
- Adams County, Idaho - nord
- Valley County, Idaho - nordöst
- Boise County, Idaho - öst
- Ada County, Idaho - syd
- Canyon County, Idaho - sydväst
- Payette County, Idaho - väst
- Washington County, Idaho - nordväst